# 厦门市国祺中学
厦门市国祺中学，建于1992年，是中华人民共和国福建省厦门市同安区的完全中学。

## 学校荣誉
2006年，福建省三级达标高中
2016年，福建省二级达标高中